# Equitazione ai Giochi della IX Olimpiade - Salto ostacoli a squadre
La competizione del salto ad ostacoli a squadre di equitazione dai Giochi della IX Olimpiade si è svolta il 12 agosto allo Stadio Olimpico di Amsterdam.

## Classifica finale
Tre concorrenti per nazione, erano validi i risultati ottenuti nella gara individuale.
| Pos.    | Nazione        | Binomio                       | Binomio        | Risultato Individuale | Risultato Totale |
| Pos.    | Nazione        | Cavaliere                     | Cavallo        | Risultato Individuale | Risultato Totale |
| ------- | -------------- | ----------------------------- | -------------- | --------------------- | ---------------- |
| Oro     | Spagna         | José Navarro                  | Zapatazo       | 0,0                   | 4,0              |
| Oro     | Spagna         | José Álvarez                  | Zalamero       | 2,0                   | 4,0              |
| Oro     | Spagna         | Julio García                  | Revistade      | 2,0                   | 4,0              |
| Argento | Polonia        | Kazimierz Gzowski             | Mylord         | 0,0                   | 8,0              |
| Argento | Polonia        | Kazimierz Szosland            | Alli           | 2,0                   | 8,0              |
| Argento | Polonia        | Michał Antoniewicz            | Readglet       | 6,0                   | 8,0              |
| Bronzo  | Svezia         | Karl Hansen                   | Gerold         | 0,0                   | 10,0             |
| Bronzo  | Svezia         | Carl Björnstjerna             | Kornett        | 2,0                   | 10,0             |
| Bronzo  | Svezia         | Ernst Hallberg                | Loke           | 8,0                   | 10,0             |
| 4       | Italia         | Francesco Fourquet            | Capinera       | 0,0                   | 12,0             |
| 4       | Italia         | Alessandro Bettoni Cazzago    | Aladino        | 6,0                   | 12,0             |
| 4       | Italia         | Tommaso Lequio di Assaba      | Trebecco       | 6,0                   | 12,0             |
| 4       | Francia        | Pierre Bertrand de Bolanda    | Papillon       | 0,0                   | 12,0             |
| 4       | Francia        | Jacques Couderc de Fonlongue  | Valangerville  | 4,0                   | 12,0             |
| 4       | Francia        | Pierre Clavé                  | Le Trouvère    | 8,0                   | 12,0             |
| 4       | Portogallo     | Luís Ferraz                   | Marco Visconti | 4,0                   | 12,0             |
| 4       | Portogallo     | Hélder Martins                | Avro           | 4,0                   | 12,0             |
| 4       | Portogallo     | José de Albuquerque           | Hebraico       | 4,0                   | 12,0             |
| 7       | Germania       | Eduard Krüger                 | Donauwelle     | 2,0                   | 14,0             |
| 7       | Germania       | Richard Sahla                 | Correggio      | 4,0                   | 14,0             |
| 7       | Germania       | Carl von Langen               | Falkner        | 8,0                   | 14,0             |
| 8       | Svizzera       | Charles-Gustave Kuhn          | Pepita         | 0,0                   | 18,0             |
| 8       | Svizzera       | Alphonse Gemuseus             | Lucette        | 2,0                   | 18,0             |
| 8       | Svizzera       | Pierre de Muralt              | Notas          | 16,0                  | 18,0             |
| 9       | Stati Uniti    | Harry Chamberlin              | Nigra          | 4,0                   | 22,0             |
| 9       | Stati Uniti    | Frank Carr                    | Miss America   | 6,0                   | 22,0             |
| 9       | Stati Uniti    | Adolphus Roffe                | Fairfax        | 12,0                  | 22,0             |
| 10      | Paesi Bassi    | Gerard de Kruijff             | Preten         | 8,0                   | 26,0             |
| 10      | Paesi Bassi    | Antonius Colenbrander         | Gaga           | 8,0                   | 26,0             |
| 10      | Paesi Bassi    | Charles Labouchere            | Copain         | 10,0                  | 26,0             |
| 11      | Norvegia       | Knut Gysler                   | Sans Peur      | 6,0                   | 34,0             |
| 11      | Norvegia       | Anton Klaveness               | Barrabas       | 12,0                  | 34,0             |
| 11      | Norvegia       | Bjart Ording                  | Fram I         | 16,0                  | 34,0             |
| 12      | Argentina      | Amabrio del Villar            | Talán-Talán    | 12,3                  | 58,3             |
| 12      | Argentina      | Raúl Antoli                   | Turbion        | 20,0                  | 58,3             |
| 12      | Argentina      | Víctor Fernández              | Silencio       | 26,0                  | 58,3             |
| 13      | Ungheria       | von Malanotti Lajos           | Ibolya III     | 12,0                  | 62,0             |
| 13      | Ungheria       | von Kánya Antal               | Gólya          | 20,0                  | 62,0             |
| 13      | Ungheria       | Cseh von Szent-Katolna Kálmán | Beni           | 30,0                  | 62,0             |
| 14      | Belgio         | Gaston Mesmaekers             | As de Pique    | 14,0                  | 64,3             |
| 14      | Belgio         | Jacques Misonne               | Keepsake       | 16,0                  | 64,3             |
| 14      | Belgio         | Baudouin de Brabandère        | Miss América   | 34,3                  | 64,3             |
| -       | Cecoslovacchia | František Ventura             | Eliot          | 0,0                   | -                |
| -       | Cecoslovacchia | Josef Rabas                   | Daghestan      | 22,5                  | -                |
| -       | Cecoslovacchia | Rudolf Popler                 | Denk           | DNF                   | -                |